# アメーバ運動
アメーバ運動（アメーバうんどう）とは、真核細胞の最も一般的な運動様式である。これは、細胞の細胞質が突出し、仮足（偽足）や後端部を形成することで行われる、這うような運動である。生物によっては一度に1本以上の仮足が作られることもあるが、アメーバ状の動きはすべて、決まった運動構造を持たない不定形の生物の動きであることが特徴である。運動は、細胞質がスライドして前方に仮足を形成し、細胞を前方に引っ張ることで起こる。このような運動は、活動電位の変化と関連があるとされているが、正確なメカニズムはまだわかっていない。アメーバ（オオアメーバ(Amoeba proteus)やグルーバーネグレリア(Naegleria gruberi)など）や粘菌、ヒトの細胞（白血球など）などがこの運動をする例として挙げられる。肉腫（結合組織の細胞から発生するがん）は、特にアメーバ運動を得意としており、そのため転移率が高い。
アメーバ運動のメカニズムについては、いくつかの仮説が提唱されているが、正確なメカニズムはまだ解明されていない。